# Niels Steensens liv og død
|  | Denne artikel er oprettet af botten PalnaBot ud fra en ekstern database. Den kan derfor have sproglige fejl eller mangler. Denne skabelon kan fjernes efter kontrol af indholdet. |

Niels Steensens liv og død er en portrætfilm instrueret af Hubert Guillou efter manuskript af Hubert Guillou.

## Handling
Geologen, den anatomiske videnskabsmand med mere: Niels Steensens (1638-1686) kontrastfyldte livsløb skildret på grundlag af samtidige dokumenter, stik etc. Filmens undertitel "videnskaben og det absolutte" henviser til hans konvertering til katolicismen, og dermed endelige valg mellem videnskab og troen.